# Tirolergarten

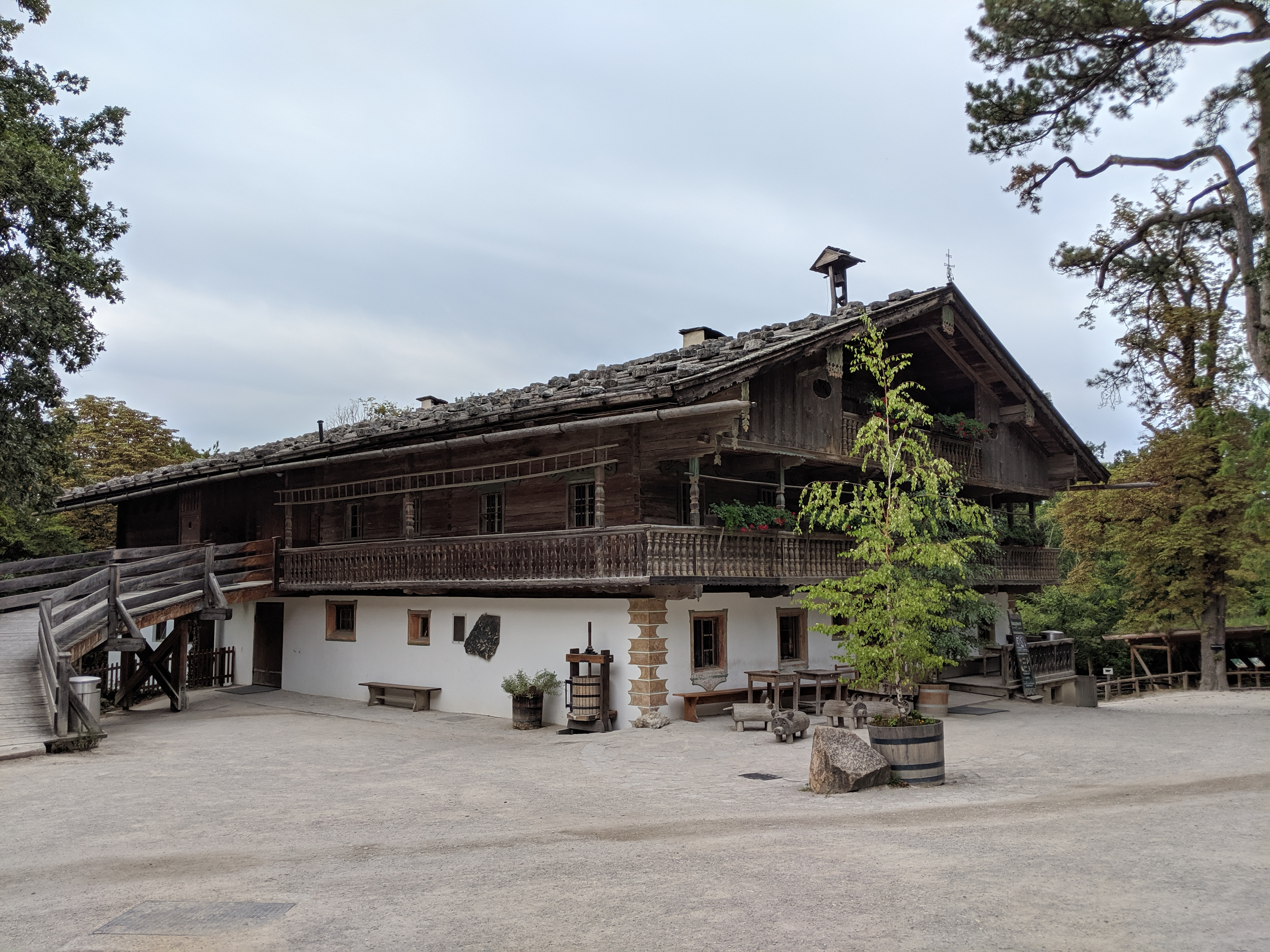
Tirolerhof im Tirolergarten

Der Tirolergarten ist ein Teil des Parks von Schloss Schönbrunn in Wien. Der Bereich ist auch als Tirolerhof bekannt. 

## Geschichte
1803 baute Erzherzog Johann von Österreich (1782–1852) im Schlosspark auf der Anhöhe, auf der zentral die Gloriette steht, ein Tiroler Bauernhaus. Er betrieb eine kleine Viehwirtschaft und legte einen Alpengarten an. Nach dem Ende der Monarchie wurde der Bauernhof zum beliebten Ausflugsgasthof. 1984 wurden die baufälligen Gebäude abgetragen. 
1994 wurde der seit 1722 bestehende Erb-Bauernhof der Familie Neuhauser aus Brandenberg in Tirol, welcher seit 1986 unter Denkmalschutz steht, im Tirolergarten neu aufgestellt. Seit 1997 befindet sich dort eine Gaststätte. 
Die Tiroler Gasse im 13. Bezirk Hietzing wurde vor 1859 nach dem Tirolergarten, auf den die Gasse ostwärts gesehen auf den Park zuläuft, benannt.  